# Sistema di allerta rapido per alimenti e mangimi
Il sistema di allerta rapido per alimenti e mangimi, (noto anche come RASFF dall'inglese Rapid Alert System for Food and Feed), è un  sistema di allarme rapido europeo che consente di condividere con maggiore efficienza le informazioni relative a gravi rischi per la salute derivanti da alimenti e mangimi.
L'allerta rapido è richiesto nei casi in cui si ravvisi in un alimento un grave rischio per il consumatore che comporti un intervento immediato sul territorio da parte delle strutture sanitarie.
Concepito ed avviato nel 1979, viene ufficialmente istituito dal REGOLAMENTO (CE) N. 178/2002 che stabilisce i principi e i requisiti generali della legislazione alimentare europea e fissa le procedure nel campo della sicurezza alimentare. Nel 2016 mette in contatto le autorità per la sicurezza alimentare degli stati membri dell'Unione europea, della Norvegia, Liechtenstein, Islanda e Svizzera (EFTA) oltre che la Commissione europea, l'EFSA. 
Il sistema raccoglie e pubblica in tempi brevi le notifiche e allarmi relativi a rischi per la salute specificando il paese notificante, il tipo e le ragioni dell'allarme, il paese di origine del prodotto. 
Le notifiche dal 2009 sono pubblicate sul web e sono consultabili anche dai consumatori. 
Nel portale non vengono comunicati i marchi commerciali ed i nomi delle società cercando un equilibrio tra l'informazione pubblica e la tutela degli interessi commerciali.
Le notifiche dell'anno 2015 sono 2966, di cui 750 allarmi, e riguardano:
- contaminazioni con micro-organismi patogeni
- la presenza di allergeni
- la presenza di pesticidi
- la presenza di micotossine
- la presenza di metalli pesanti
- composizioni non conformi
- additivi e aromi non conformi

Le prescrizioni relative alla procedura di trasmissione dei diversi tipi di notifiche sono state definite nel REGOLAMENTO (UE) N. 16/2011.